# 임봉춘 (야구인)
임봉춘(1974년 2월 10일 ~ )은 전 KBO 리그 야구 선수의 투수이다.

## 출신학교
- 1990년 ~ 1993년 : 선린상업고등학교
- 1993년 ~ 1997년 : 원광대학교 (1998학번)